# Ichneumon pilulicornis
Ichneumon pilulicornis là một loài tò vò trong họ Ichneumonidae.